# Spinhenge@home
Spinhenge@home — проект добровольных вычислений на платформе BOINC. Целью проекта является целенаправленный синтез специально спроектированных магнитных молекул (например, {\displaystyle Mo_{72}Fe_{30}} и {\displaystyle Mo_{72}Cr_{30}}) на основании квантово-механического моделирования с использованием метода Монте-Карло (алгоритм Метрополиса), результаты которого можно непосредственно сравнивать с экспериментом. Кроме того, в ходе исследований планируется расширить понимание молекулярного магнетизма, а также найти возможность его использования в прикладных областях. Проект поддерживается Университетом прикладных наук в Билефельде (англ. Bielefeld University of Applied Sciences), департаментом электротехники и информатики, в сотрудничестве с Министерством энергетики США (англ. DOE) и Лабораторией Эймса (англ. Ames Laboratory) Университета Айовы (англ. Iowa State University).
Вычисления в рамках проекта стартовали в июле 2006 года. По состоянию на 25 сентября 2011 года в нём приняли участие более 58 000 добровольцев (более 152 000 компьютеров) из 183 стран, обеспечивая вычислительную мощность в 22,7 терафлопс.

## Описание проекта
В качестве текущих задач проекта рассматриваются:
- исследования динамики вращения в магнитных молекулах;
- моделирование для термодинамических исследований в комплексных спиновых (вращательных) системах;
- описание комплексного устройства молекул и наноструктурированных материалов на их основе (например, изучение динамики магнитных барьеров);
- исследование возможности применения магнитных молекул в квантовых компьютерах (в настоящее время фирмой IBM создана модель кубита с использованием магнитной молекулы {\displaystyle C_{2}F_{5}}).

Перспективной областью практического применения является создание высокоинтегрированных модулей памяти (см. FeRAM) и миниатюрных магнитных выключателей. Также существуют биомедицинские приложения при локальной химиотерапии опухолей.

## История проекта
- 24 июля 2006 года добавлен набор заданий («mo72_fe30_10_x_10_*») для расчета магнитных свойств молекулы {\displaystyle Mo_{72}Fe_{30}}, включающей в своем составе 30 парамагнитных ионов {\displaystyle Fe^{3+}} (спин = 5/2), расположенных в молекуле в вершинах икосододекаэдра, при низких температурах[5][6].
- 1 сентября 2006 года добавлен набор заданий («kagome_100_100_*»)[6].
- 11 сентября 2006 года добавлен набор заданий («dodecahedron_*») для расчета магнитных свойств антиферромагнитного додекаэдра[6].
- 12 сентября 2006 года добавлен набор заданий («kagome_2_*»)[6].
- 20 сентября 2006 года добавлен дополнительный набор заданий («fe30_*») для расчета магнитных свойств молекулы {\displaystyle Mo_{72}Fe_{30}}[6].
- 5 ноября 2006 года добавлен набор заданий («fullerene_*») для исследования свойств магнитного фуллерена, включающего в своем составе 60 ионов {\displaystyle Fe^{3+}}, расположенных в вершинах усеченного икосаэдра (аналогичную структуру имеет футбольный мяч), при низких температурах[6].
- 5 декабря 2006 года добавлен набор заданий («great_rhombi_T25_*», «great_rhombi_T30_*») для исследования магнитных свойств молекулы, включающей 120 ионов {\displaystyle Fe^{3+}}, расположенных в вершинах ромбоикосододекаэдра при низких температурах (25 и 30 K)[6].
- 13 декабря 2006 года был запущен набор заданий («bcc_lattice_*») для расчета критической температуры в диапазоне температур 1—1000 K для кубической центрированной решетки (англ. Body Centered Cubic) (каждый ион взаимодействует с 8 ближайшими соседями) с целью проверки адекватности модели с использованием метода Монте-Карло[6].
- 22 декабря 2006 года был запущен аналогичный набор заданий («sc_29791_cyc_*») для расчетов критической температуры простой кубической решетки (англ. Simple Cubic) (каждый ион взаимодействует с 6 ближайшими соседями)[6].
- 27 января 2007 года были начаты более детальные расчеты для молекулы {\displaystyle Mo_{72}Fe_{30}}[7].
- 9 апреля 2011 г. в рамках проекта были начаты расчеты, связанные с магнитными наночастицами с оболочкой (англ. core/shell nanoparticle). Один из и взаимодействующих друг с другом металлов, входящих в состав частицы, образует ядро (антиферромагнетик), другой (ферромагнетик) — оболочку. По заявлениям авторов проекта данные частицы могут найти применение в устройствах хранения данных высокой плотности и перспективных спинтронных устройствах. На данный момент исследуется ряд вопросов, связанных со статическим и динамическим поведением данных частиц[7].

## Галерея

Икосододекаэдр
Додекаэдр
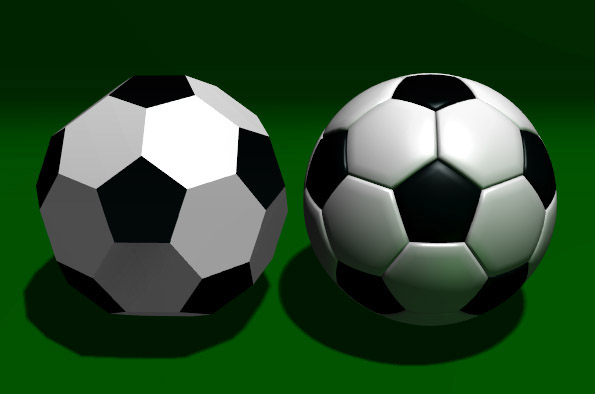
Усеченный икосаэдр
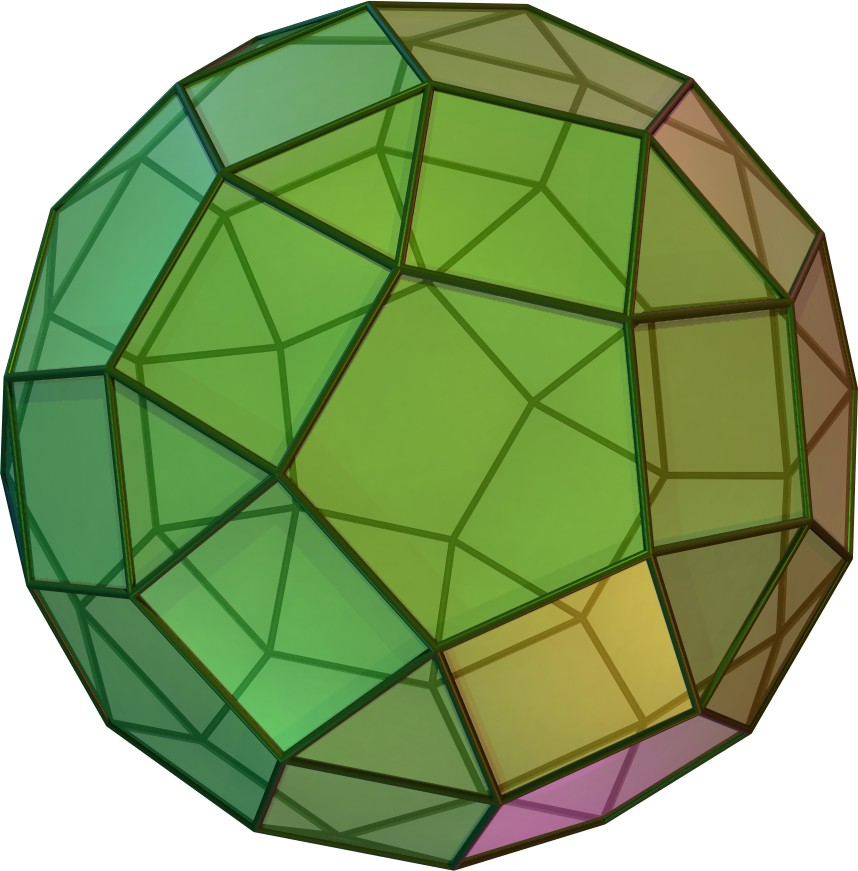
Ромбоикосододекаэдр
Расположение ионов в BCC-решетке
Расположение ионов в SC-решетке